# Токомерий
Токомерий, также Тихомир (рум. Tihomir, лат. Thocomerius) — полу-легендарный правитель средневекового румынского феодального государственного образования на юге Карпат. Единственное документальное свидетельство о Токомерии содержится в грамоте венгерского и хорватского короля Карла Роберта от 26 ноября 1332 года, где этим именем называется отец Басараба I:
Басараб, сын Токомерия, схизматик, неверный валах наш Оригинальный текст (лат.)Basarab, filium Thocomerii, scismaticum, infidelis Olahus Nostris

## Биография
Точное расположение и политический статус государства Токомерия неизвестны. Некоторые румынские историки считают, что Токомерий был воеводой в Валахии после Бэрбата, правившего около 1278 года, а другие называют его локальным феодалом с неустановленным статусом.
Согласно легендарным сведениям, Токомерий был женат на некой Анне, дочери полу-легендарного воеводы Литовоя.

## Происхождение

### Славянская версия
Румынские источники советского периода отождествляли имя «Токомерий» со славянским именем «Тихомир» или «Тугомир». По этой версии, Тихомир состоял в родстве с правившими ранее князьями (воеводами) Литовоем и Сенеславом и династия Басарабов имеет болгаро-румынское происхождение.

### Половецкая версия
Современные румынские историки считают наиболее правдоподобным куманское (половецкое) происхождение Токомерия и, соответственно, династии Басарабов.